# Нівково
Нівково (пол. Niwkowo) — село в Польщі, у гміні Візна Ломжинського повіту Підляського воєводства.
Населення — 145 осіб (2011).
У 1975-1998 роках село належало до Ломжинського воєводства.

## Демографія
Демографічна структура станом на 31 березня 2011 року:
|          | Загалом | Допрацездатний вік | Працездатний вік | Постпрацездатний вік |
| -------- | ------- | ------------------ | ---------------- | -------------------- |
| Чоловіки | 68      | 16                 | 46               | 6                    |
| Жінки    | 77      | 24                 | 39               | 14                   |
| Разом    | 145     | 40                 | 85               | 20                   |